# نهائي بطولة الأندية العربية لأبطال الدوري 1998
نهائي بطولة الأندية العربية لأبطال الدوري 1998 هي المباراة النهائية للنسخة الرابعة عشر من بطولة كأس العرب للأندية الأبطال وفاز وتوج بها وداد تلمسان الجزائري على نادي الشباب السعودي .

## الفرق
| الفريق      | الإتحاد المحلي                    | الإتحاد القاري              | المنطقة      | وصول سابق (الخط الغليظ يشير إلى بطل تلك النسخة) |
| ----------- | --------------------------------- | --------------------------- | ------------ | ----------------------------------------------- |
| الشباب      | الاتحاد العربي السعودي لكرة القدم | الاتحاد الآسيوي لكرة القدم  | غرب آسيا     | 1 (1992)                                        |
| وداد تلمسان | الإتحادية الجزائرية لكرة القدم    | الاتحاد الأفريقي لكرة القدم | شمال أفريقيا | 0                                               |

## المباراة
| الشباب          | 1–3     | وداد تلمسان                      |
| --------------- | ------- | -------------------------------- |
| في الشوط الثاني | (تقرير) | في الشوط الأول · في الشوط الثاني |